# Los Matadores
Los Matadores es el apodo que se le dio al equipo de San Lorenzo campeón invicto del Torneo Metropolitano 1968.

## Trayectoria
Este equipo no sólo es recordado por su elegancia y buen juego, sino que también por haber sido el primer campeón invicto del fútbol argentino en la era profesional.

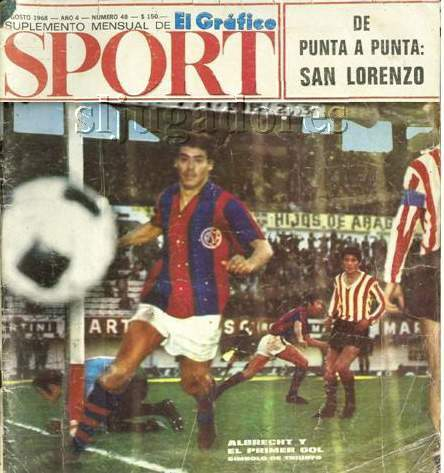
Albrecht y el primer gol de San Lorenzo en la final.

El Torneo Metropolitano 1968 se disputó en dos zonas y a San Lorenzo le tocó jugar en la zona A. Con el correr de las fechas logró sacar una ventaja con respecto al resto de los equipos, llegando al final de esa primera fase a superar a Estudiantes de La Plata, su inmediato perseguidor, por 12 puntos.
Los dos primeros de cada zona se enfrentaron en semifinales y a San Lorenzo le tocó medirse con River, segundo de la zona B. El encuentro se disputó el 31 de julio, en cancha de Racing. El resultado fue favorable para el «Ciclón» por 3 a 1. El marcador se abrió en el segundo tiempo con gol de Pedro González a los 23 minutos. Onega empató a los 30. Un minuto más tarde Victorio Cocco devolvía la ventaja a San Lorenzo y, Carlos Veglio a los 42 minutos, puso cifras definitivas. El encuentro fue presenciado por más de 50.000 personas.
La otra semifinal enfrentó a Vélez y Estudiantes, siendo la victoria para este último. Este resultado llevó a que la final se disputara entre San Lorenzo y Estudiantes, equipos que habían estado a 12 puntos de diferencia en la etapa inicial del torneo.
La final se disputó el 4 de agosto en cancha de River. A los 2 minutos del segundo tiempo, Juan Ramón Verón puso el 1-0 para Estudiantes y Carlos Veglio, a los 22 minutos, logró la igualdad.
La paridad llevó a que se disputara tiempo suplementario y ahí San Lorenzo logró dar vuelta el partido. Rodolfo Fischer, a los 10 minutos, puso el 2 a 1 definitivo.

## Campaña completa
En todo el torneo, el equipo obtuvo 16 victorias y 8 empates; y obtuvo 49 goles a favor en contraposición con los 12 que recibió. Estos son los números de la campaña completa de San Lorenzo:
| Fecha 1; 3 de marzo de 1968 | Atlanta                 | 1:5 | San Lorenzo                              | Estadio Don León Kolbovsky, Buenos Aires |                                        |
|                             | Maurilio Alves de Souza |     | Rodolfo Fischer · Victorio Cocco · Cocco | Árbitro(s): Argentina Duval Goicoechea   | Árbitro(s): Argentina Duval Goicoechea |

| Fecha 2; 10 de marzo de 1968 | San Lorenzo           | 1:1 | Platense              | Viejo Gasómetro, Buenos Aires                  |                                                |
|                              | Rafael Albrecht pen.' |     | Rafael Albrecht a.g.' | Árbitro(s): Argentina Roberto Osvaldo Barreiro | Árbitro(s): Argentina Roberto Osvaldo Barreiro |

| Fecha 3; 17 de marzo de 1968 | Boca                 | 1:2 | San Lorenzo                              | Estadio Camilo Cichero, Buenos Aires        |                                             |
|                              | Alberto González 71' |     | Victorio Cocco 61' · Rodolfo Fischer 77' | Árbitro(s): Argentina Camilo Esteban Brusca | Árbitro(s): Argentina Camilo Esteban Brusca |

| Fecha 4; 24 de marzo de 1968 | San Lorenzo | 0:0 | Estudiantes de La Plata | Viejo Gasómetro, Buenos Aires                   |  |
|                              |             |     |                         | Árbitro(s): Argentina Aurelio Domingo Bossolino |  |

| Fecha 5; 31 de marzo de 1968 | Racing       | 1:1 | San Lorenzo    | Estadio Presidente Perón, Avellaneda, Buenos Aires |                                            |
|                              | Mario Chaldú |     | Pedro González | Árbitro(s): Argentina Roberto Pablo Cruces         | Árbitro(s): Argentina Roberto Pablo Cruces |

| Fecha 6; 5 de abril de 1968 | San Lorenzo                                       | 5:0 | Ferro | Viejo Gasómetro, Buenos Aires                  |                                                |
|                             | Victorio Cocco · Pedro González · Rodolfo Fischer |     |       | Árbitro(s): Argentina Roberto Osvaldo Barreiro | Árbitro(s): Argentina Roberto Osvaldo Barreiro |

| Fecha 7; 14 de abril de 1968 | Lanús | 0:0 | San Lorenzo | Estadio Ciudad de Lanús, Lanús, Buenos Aires |  |
|                              |       |     |             | Árbitro(s): Argentina Luis Pestarino         |  |

| Fecha 8; 22 de abril de 1968 | San Lorenzo                                           | 3:0 | Banfield | Viejo Gasómetro, Buenos Aires                   |                                                 |
|                              | Carlos Veglio · Rafael Albrecht pen.' · Roberto Telch |     |          | Árbitro(s): Argentina Aurelio Domingo Bossolino | Árbitro(s): Argentina Aurelio Domingo Bossolino |

| Fecha 9; 28 de abril de 1968 | Newell's | 0:2 | San Lorenzo                    | Newell's Old Boys, Rosario, Santa Fe      |                                           |
|                              |          |     | Carlos Veglio · Pedro González | Árbitro(s): Argentina Luis Pedro Spinetto | Árbitro(s): Argentina Luis Pedro Spinetto |

| Fecha 10; 3 de mayo de 1968 | San Lorenzo                                                     | 4:0 | Colón | Viejo Gasómetro, Buenos Aires          |                                        |
|                             | Rafael Albrecht · Rodolfo Fischer · Carlos Veglio · Miguel Tojo |     |       | Árbitro(s): Argentina Duval Goicoechea | Árbitro(s): Argentina Duval Goicoechea |

| Fecha 11; 12 de mayo de 1968 | Huracán | 0:0 | San Lorenzo | Estadio Tomás Adolfo Ducó, Buenos Aires |  |
|                              |         |     |             | Árbitro(s): Argentina Luis Pestarino    |  |

| Fecha 12; 19 de mayo de 1968 | San Lorenzo                      | 4:1 | Atlanta                                    | Viejo Gasómetro, Buenos Aires              |                                            |
|                              | Rodolfo Fischer · Pedro González |     | Ernesto Mastrágelo · Miguel Ángel Raimondo | Árbitro(s): Argentina Jorge Aníbal Álvarez | Árbitro(s): Argentina Jorge Aníbal Álvarez |

| Fecha 13; 26 de mayo de 1968 | Platense          | 1:2 | San Lorenzo                    | Estadio del Club Platense, Buenos Aires     |                                             |
|                              | Luis Medina pen.' |     | Carlos Veglio · Pedro González | Árbitro(s): Argentina Camilo Esteban Brusca | Árbitro(s): Argentina Camilo Esteban Brusca |

| Fecha 14; 2 de junio de 1968 | San Lorenzo           | 2:0 | Boca | Viejo Gasómetro, Buenos Aires           |                                         |
|                              | Carlos Veglio 55' 76' |     |      | Árbitro(s): Argentina Aurelio Bossolino | Árbitro(s): Argentina Aurelio Bossolino |

| Fecha 15; 9 de junio de 1968 | Estudiantes de La Plata | 0:1 | San Lorenzo     | Estudiantes de la Plata, La Plata    |                                      |
|                              | · Carlos Pachamé        |     | Rafael Albrecht | Árbitro(s): Argentina Luis Pestarino | Árbitro(s): Argentina Luis Pestarino |

| Fecha 16; 16 de junio de 1968 | San Lorenzo                    | 3:0 | Racing Club | Viejo Gasómetro, Buenos Aires        |                                      |
|                               | Pedro González · Carlos Veglio |     |             | Árbitro(s): Argentina Guillermo Nimo | Árbitro(s): Argentina Guillermo Nimo |

| Fecha 17; 23 de junio de 1968 | Ferro | 0:3 | San Lorenzo     | Ferro, Buenos Aires                           |                                               |
|                               |       |     | Rodolfo Fischer | Árbitro(s): Argentina Ángel Norberto Coerezza | Árbitro(s): Argentina Ángel Norberto Coerezza |

| Fecha 18; 30 de junio de 1968 | San Lorenzo   | 1:0 | Lanús | Viejo Gasómetro, Buenos Aires                  |                                                |
|                               | Carlos Veglio |     |       | Árbitro(s): Argentina Roberto Osvaldo Barreiro | Árbitro(s): Argentina Roberto Osvaldo Barreiro |

| Fecha 19; 7 de julio de 1968 | Banfield         | 1:2 | San Lorenzo | Estadio Florencio Sola, Banfield, Buenos Aires |                                      |
|                              | Galdino Luraschi |     | Miguel Tojo | Árbitro(s): Argentina Guillermo Nimo           | Árbitro(s): Argentina Guillermo Nimo |

| Fecha 20; 15 de julio de 1968 | San Lorenzo | 0:0 | Newell's | Viejo Gasómetro, Buenos Aires              |  |
|                               |             |     |          | Árbitro(s): Argentina Roberto Pablo Cruces |  |

| Fecha 21; 21 de julio de 1968 | Colón            | 1:1 | San Lorenzo     | Estadio Brigadier General Estanislao López, Santa Fe |                                               |
|                               | Agustín Balbuena |     | Rodolfo Fischer | Árbitro(s): Argentina Ángel Norberto Coerezza        | Árbitro(s): Argentina Ángel Norberto Coerezza |

| Fecha 22; 27 de julio de 1968 | San Lorenzo                                        | 2:2 | Huracán                                                      | Viejo Gasómetro, Buenos Aires             |                                           |
|                               | Carlos Veglio · Pedro González · Miguel Ángel Tojo |     | Hugo Tedesco · Antonio Rosl a.g.' · Alberto Reinaldo Dopacio | Árbitro(s): Argentina Luis Pedro Spinetto | Árbitro(s): Argentina Luis Pedro Spinetto |

| Semifinal; 31 de julio de 1968 | San Lorenzo                                            | 3:1 | River Plate   | Estadio Presidente Perón, Avellaneda, Buenos Aires |                                               |
|                                | Pedro Alexis González · Victorio Cocco · Carlos Veglio |     | Ermindo Onega | Árbitro(s): Argentina Ángel Norberto Coerezza      | Árbitro(s): Argentina Ángel Norberto Coerezza |

| Final; 4 de agosto de 1968 | San Lorenzo                              | 1:1 (t. s.)(1:0 t. s.) | Estudiantes de La Plata | Estadio Antonio Vespucio Liberti, Buenos Aires                                        |                                                                                       |
|                            | Carlos Veglio 67' · Rodolfo Fischer 100' |                        | Juan Ramón Verón 47'    | Asistencia: 47.347 espectadores Árbitro(s): Argentina Miguel Ángel Francisco Comesaña | Asistencia: 47.347 espectadores Árbitro(s): Argentina Miguel Ángel Francisco Comesaña |

## Estadísticas del Plantel
| Trayectoria en el club | Jugador               | Posición          | Partidos | Goles | País                                       |
| ---------------------- | --------------------- | ----------------- | -------- | ----- | ------------------------------------------ |
| 1966-1970              | Carlos Buttice        | Arquero           | 18       | -     | Bandera de Argentina                       |
| 1968-1974              | Jorge D’Alessandro    | Arquero           | 1        | 0     | Bandera de Argentina · Bandera de España   |
| 1963-1976              | Agustín Irusta        | Arquero           | 5        | -     | Bandera de Argentina                       |
| 1963-1970              | José Albrecht         | Marcador Central  | 20       | 4     | Bandera de Argentina                       |
| 1966-1970              | Oscar Calics          | Marcador Central  | 21       | 0     | Bandera de Argentina                       |
| 1968-1971/1972-1973    | Víctor Doria          | Marcador Central  | 1        | 0     | Bandera de Argentina · Bandera de España   |
| 1964-1968              | José Magliolo         | Marcador Central  | 1        | 0     | Bandera de Argentina                       |
| 1963-1970              | Juan Sconfianza       | Marcador Central  | 8        | 0     | Bandera de Argentina                       |
| 1964-1969              | Rolando Gramari       | Lateral derecho   | 3        | 0     | Bandera de Argentina                       |
| 1968-1981              | Sergio Villar         | Lateral derecho   | 19       | 0     | Bandera de Uruguay                         |
| 1968-1973              | Antonio Rosl          | Lateral izquierdo | 24       | 0     | Bandera de Argentina                       |
| 1968-1970              | Abraham Amado         | Volante central   | 1        | 0     | Bandera de Argentina · Bandera de Colombia |
| 1968-1974              | Victorio Cocco        | Volante central   | 19       | 6     | Bandera de Argentina                       |
| 1967-1968              | José Martínez         | Volante central   | 1        | 0     | Bandera de Argentina                       |
| 1962-1975              | Roberto Telch         | Volante central   | 18       | 1     | Bandera de Argentina                       |
| 1965-1969              | Alberto Rendo         | Volante derecho   | 23       | 0     | Bandera de Argentina                       |
| 1968-1971              | Miguel Tojo           | Volante izquierdo | 18       | 3     | Bandera de Argentina                       |
| 1966-1971              | Pedro Alexis González | Puntero Derecho   | 20       | 10    | Bandera de Argentina                       |
| 1965-1972/1977-1978    | Rodolfo Fischer       | Centrodelantero   | 24       | 13    | Bandera de Argentina                       |
| 1968-1975              | Carlos Veglio         | Centrodelantero   | 17       | 12    | Bandera de Argentina                       |
| 1963-1969/1973         | Héctor Veira          | Centrodelantero   | 4        | 0     | Bandera de Argentina                       |